# Paola Brumana
Paola Brumana (ur. 26 listopada 1982 w Como, Włochy) – włoska piłkarka, grająca na pozycji napastnika.

## Kariera piłkarska

### Kariera klubowa
Wychowanka klubów Libertas San Bartolomeo i Como 2000. W 1999 rozpoczęła karierę piłkarską w Como 2000. W 2003 została zaproszona do Foroni Verona, ale po roku przeniosła się do Bardolino. Latem 2006 zasiliła skład Tavagnacco.

### Kariera reprezentacyjna
13 listopada 2004 debiutowała w narodowej reprezentacji Włoch w meczu przeciwko Czech. Wcześniej broniła barw juniorskiej reprezentacji U-19.

## Sukcesy i odznaczenia

### Sukcesy piłkarskie
Foroni Verona
- mistrz Włoch: 2004

Bardolino
- mistrz Włoch: 2005
- zdobywca Pucharu Włoch: 2006
- zdobywca Superpucharu Włoch: 2005

Tavagnacco
- zdobywca Pucharu Włoch: 2013, 2014

### Sukcesy indywidualne
- królowa strzelców Mistrzostw Włoch: 2010 (23 goli)